# Kourortne
Kourortne (en ukrainien : Курортне) ou Kourortnoïe (en russe : Курортное ; en tatar de Crimée : Aşağı Otuz) est une commune urbaine et une petite station balnéaire de la république autonome de Crimée, en Ukraine, occupée par la Russie depuis 2014. Sa population s'élevait à 331 habitants en 2013.

## Géographie
Kourortne se trouve au bord de la mer Noire, au sud-est de la péninsule de Crimée, à 3 km au sud-est de Chtchebetovka, à 18 km — 26 km par la route — au sud-ouest de Feodossia et à 77 km à l'est de Simferopol.

## Administration
Kourortne fait partie de la municipalité de Feodossia (en ukrainien : Феодосійська міськрада, Feodossiïs'ka mis'krada), qui comprend également la ville de Feodossia, les communes urbaines de Koktebel, Orjonikidze, Prymorskyï et Chtchebetovka, et onze villages.

## Histoire
Kourortne naît au début du XXe siècle, et s'appelle tout d'abord Nyjniï Otouz ou Primor'ski Otouzy, d'après le petit fleuve Otouz. Kourortne a le statut de commune urbaine en 1962.

## Population
Recensements (*) ou estimations de la population :
| 1979* | 1989* | 2001* | 2009 |
| ----- | ----- | ----- | ---- |
| 1 015 | 407   | 316   | 332  |

| 2010 | 2011 | 2012 | 2013 |
| ---- | ---- | ---- | ---- |
| 326  | 326  | 331  | 331  |